# Lộc Bảo
Lộc Bảo là một xã thuộc huyện Bảo Lâm, tỉnh Lâm Đồng, Việt Nam.

## Địa lý
Xã Lộc Bảo có vị trí địa lý:
- Phía đông giáp xã B'Lá và xã Lộc Lâm
- Phía tây và phía bắc giáp tỉnh Đắk Nông
- Phía nam giáp xã Lộc Bắc.

Xã Lộc Bảo có diện tích 247,10 km², dân số năm 2022 là 5.403 người, mật độ dân số đạt 21 người/km².

## Hành chính
Xã Lộc Bảo được chia thành 4 thôn: 1, 2, 3, Hang Ka.

## Lịch sử
Ngày 11 tháng 7 năm 1994, Chính phủ ban hành Nghị định số 65-CP về việc thành lập xã Lộc Bảo trên cơ sở 25.303 ha diện tích tự nhiên và 713 nhân khẩu của xã Lộc Bắc.
Ngày 11 tháng 12 năm 2015, HĐND tỉnh Lâm Đồng ban hành Nghị quyết số 151/2015/NQ-HĐND về việc thành lập thôn Hang Ka trên cơ sở một phần của Thôn 1.